# The Village Lanterne
The Village Lanterne – piąty album studyjny Blackmore’s Night, wydany w 2006 roku.

## Lista utworów
1. 25 Years
2. Village Lanterne
3. I Guess It Doesn't Matter
4. The Messenger
5. World of Stone
6. Faerie Queen
7. St. Teresa
8. Village Dance
9. Mond Tanz / Child in Time
10. Streets of London
11. Just Call My Name
12. Olde Mill Inn
13. Windmills
14. Street of Dreams
15. Call It Love (bonus performed by Candice Night)
16. Street of Dreams (bonus featuring Joe Lynn Turner)